# Obłapy
Obłapy (ukr. Облапи) – wieś na Ukrainie w rejonie kowelskim obwodu wołyńskiego.
Wieś królewska Oblapy położona była w połowie XVII wieku w starostwie niegrodowym kowelskim w województwie wołyńskim.